# 垂井町立表佐小学校
垂井町立表佐小学校 （たるいちょうりつおさしょうがっこう） とは、岐阜県不破郡垂井町にある小学校である。

## 通学区域
- 垂井町表佐（字東小柳の一部を除く）
- 垂井町宮代字堤（一部）[1]

## 沿革
- 1873年（明治6年） - 就進学校が開校。
- 1884年（明治17年） - 表佐尋常簡易科小学校に改称する。
- 1893年（明治26年）- 表佐尋常小学校に改称する。
- 1901年（明治34年） - 表佐尋常高等小学校に改称する。
- 1915年（大正4年） - 裁縫補習学校を付設する。
- 1935年（昭和10年） - 農業青年学校を付設する。
- 1941年（昭和16年） - 表佐国民学校に改称する。
- 1947年（昭和22年） - 表佐村立表佐小学校に改称する。
- 1954年（昭和29年）9月10日 - 垂井町、表佐村、岩手村、府中村、宮代村が合併し、改めて垂井町が発足。同時に垂井町立表佐小学校に改称する。荒崎村の一部（綾戸地区）が垂井町に編入されたことにより、綾戸地区の児童は荒崎村立荒崎小学校から表佐小学校に移る。
- 1975年（昭和50年） - 新校舎（鉄筋コンクリート造）完成。
- 1982年（昭和57年） - 校舎（鉄筋コンクリート造）完成。
- 1983年（昭和58年） - 校区の一部が新設の垂井町立東小学校へ分離する。
- 1988年（昭和63年） - 体育館が完成。